# Rhodobryum commersonii
Rhodobryum commersonii là một loài Rêu trong họ Bryaceae. Loài này được (Schwägr.) Paris miêu tả khoa học đầu tiên năm 1898.